# Campionati mondiali di sollevamento pesi 1891
I Campionati mondiali di sollevamento pesi 1891, 1ª edizione della manifestazione, si svolsero a Londra il 28 marzo 1891, nel Regno Unito di Gran Bretagna e Irlanda. Assegnavano il titolo di "Amateur Champion Weightlifter of the World" e furono riconosciuti dalla IWF nel 1983. È la prima competizione sportiva assoluta a fregiarsi della dicitura di campionato mondiale, anche se vi parteciparono soltanto alcune nazioni europee.

## Nazioni partecipanti
Ai campionati, disputati in formato "Open", senza limiti di peso, parteciparono sette atleti rappresentanti di cinque nazioni e sei città: Bruxelles per il Belgio, Amburgo e Berlino per l'Impero tedesco, Londra per il Regno Unito di Gran Bretagna e Irlanda, Vienna per l'Impero austriaco. Non si conosce la città dell'atleta italiano e i nomi degli altri quattro atleti partecipanti.
- Belgio (1)
- Impero austriaco (1)
- Impero tedesco (2)
- Italia (1)
- Regno Unito (2)

## Programma
Il programma prevedeva otto serie di sollevamenti, sotto indicati:
- Sollevare contemporaneamente due manubri di 25,4 kg ciascuno in una mano a braccio sopra la testa per 6-10 volte;
- Sollevare alla spalla e distendere a braccio sopra la testa alternativamente due manubri di 25,4 kg ciascuno per 20-40 volte;
- Sollevare contemporaneamente due manubri di 38,1 kg ciascuno in una mano alla lunghezza del braccio sopra la testa per 2-4 volte;
- Sollevare alla spalla e distendere a braccio sopra la testa alternativamente due manubri di 38,1 kg ciascuno in una mano per 4-8 volte;
- Sollevare alla spalla e distendere contemporaneamente alla lunghezza del braccio sopra la testa due manubri di 38,1 kg ciascuno in una mano, quindi abbassare i manubri a terra per 3 iterazioni;
- Sollevare alla spalla e slanciare con un braccio sopra la testa contemporaneamente due manubri di 38,1 kg e di 50,8 kg ciascuno in una mano;
- Sollevare alla spalla e slanciare con un braccio sopra la testa contemporaneamente due manubri di 45,3 kg ciascuno in una mano;
- Sollevare contemporaneamente due manubri di 25,4 kg ciascuno in una mano tenendosi in posizione orizzontale rispetto al corpo.

Levy e Zafarana completarono tutti gli esercizi con i requisiti massimi richiesti; Levy venne dichiarato campione del mondo per lo stile migliore. François si classificò terzo poiché raggiunse i requisiti massimi soltanto in tre degli otto esercizi. Regno Unito, Italia e Belgio conquistarono i tre posti sul podio.

## Risultati
| Evento | Oro                  | Argento          | Bronzo          |
| ------ | -------------------- | ---------------- | --------------- |
| Open   | Edward Lawrence Levy | Giacomo Zafarana | Arthur François |

## Medagliere
| Posiz. | Nazione     | Oro | Argento | Bronzo | Totale |
| ------ | ----------- | --- | ------- | ------ | ------ |
| 1      | Regno Unito | 1   | 0       | 0      | 1      |
| 2      | Italia      | 0   | 1       | 0      | 1      |
| 3      | Belgio      | 0   | 0       | 1      | 1      |
| Totale | Totale      | 1   | 1       | 1      | 3      |